# لئون شیدلوفسکی
لئون شیدلوفسکی (اسپانیایی: Leon Schidlowsky‎؛ عبری: ליאון שידלובסקי‎؛ زادهٔ ۲۱ ژوئیه ۱۹۳۱) نقاش، آهنگساز و استاد دانشگاه اهل شیلی اسرائیلی‌الاصل است.
لئون شیدلوفسکی دانش‌آموختهٔ «مؤسسه ملی شیلی» و از برندگانِ کمک‌هزینه گوگنهایم است.